# ليبيوس سيفيروس
ليبيوس سيفيروس إمبراطور روماني عاش بين (420 - 465 م).